# Günter Kaltenbrunner
Günter Kaltenbrunner (né le 28 juillet 1943 à Znaïm à l'époque dans le protectorat de Bohême-Moravie et aujourd'hui en République tchèque) est un joueur de football international autrichien, qui évoluait au poste d'attaquant, avant de devenir ensuite entraîneur puis dirigeant.

## Biographie

### Carrière de joueur

#### Carrière en club
Günter Kaltenbrunner joue en Autriche et en France. Il évolue principalement avec l'Admira Vienne, le Rapid Vienne, le Wiener SK, et le club français de l'OGC Nice.
Il dispute 247 matchs en première division autrichienne, inscrivant 138 buts, et 52 matchs en Division 1 française, marquant 12 buts. Il réalise sa meilleure performance lors de la saison 1969-70, où il inscrit 22 buts dans le championnat d'Autriche. Au niveau national son palmarès est constitué de deux championnats d'Autriche, et quatre Coupes d'Autriche.
Au sein des compétitions européennes, il dispute six matchs en Coupe d'Europe des clubs champions (trois buts), cinq matchs en Coupe des villes de foires / Coupe de l'UEFA (trois buts), et une rencontre en Coupe des Coupes (un but). Il est quart de finaliste de la Coupe d'Europe des clubs champions en 1969 avec le Rapid Vienne.

#### Carrière en sélection
Günter Kaltenbrunner reçoit quatre sélections en équipe d'Autriche entre 1962 et 1968.
Il joue son premier match en équipe nationale le 28 octobre 1962, en amical contre la Hongrie (défaite 2-0 à Budapest). Son deuxième match a lieu le 11 octobre 1964, en amical face à l'Union soviétique (victoire 1-0 à Vienne). Sa troisième sélection est à nouveau un match amical face à l'Union soviétique, disputé le 24 avril 1966 à Vienne (défaite 0-1). Il reçoit sa dernière sélection le 22 septembre 1968, en amical contre la Suisse (défaite 1-0 à Berne).

### Carrière d'entraîneur
Après avoir raccroché les crampons, il entraîne plusieurs clubs en Autriche.

## Palmarès
| Admira Vienne - Championnat d'Autriche (1) : - Champion : 1965-66. - Vice-champion : 1962-63. - Coupe d'Autriche (2) : - Vainqueur : 1963-64 et 1965-66. |  | Rapid Vienne - Championnat d'Autriche (1) : - Champion : 1967-68. - Coupe d'Autriche (2) : - Vainqueur : 1967-68 et 1968-69. |  | Wiener SK - Championnat d'Autriche : - Vice-champion : 1969-70. - Meilleur buteur : 1969-70 (22 buts). |